# Savoy (Teksas)
Savoy je grad u američkoj saveznoj državi Teksas. Prema popisu stanovništva iz 2010. u njemu je živjelo 831 stanovnika.